# Чемпионат Европы по футболу 2008 среди юношей до 19 лет
Чемпионат Европы по футболу 2008 года среди юношей не старше 19 лет — 24-й юношеский чемпионат Европы, финальная часть которого состоялась с 14 по 26 июля 2008 года в шести городах Чехии. В турнире участвовали восемь команд, шесть из которых по итогам группового этапа автоматически отбирались на молодёжный чемпионат мира в Египте. Чемпионом стала сборная Германии, для которой эта победа стала всего лишь второй на чемпионатах Европы среди игроков до 19 лет. Двое игроков этой сборной — братья-близнецы Свен и Ларс Бендеры — разделили приз лучшего игрока чемпионата. Лучшим бомбардиром стал чех Томаш Нецид с четырьмя забитыми мячами.

## Отборочный турнир
Квалификация на финальный турнир прошла в два этапа:
- Квалификационный раунд
- Элитный раунд

В отборочном турнире приняли участие 52 сборные-члены УЕФА, поскольку сборная Чехии на правах хозяйки была освобождена от него. В первом квалификационном раунде сыграли 52 команды, разделённые на 13 групп. Команды, занявшие первые и вторые места в группах, проходили автоматически в следующий раунд, а к ним присоединялись ещё две лучшие команды из всех, кто занял третьи места. Во втором элитном раунде 28 команд были разделены на 7 групп, победители которых выходили в финальную часть. Матчи первого раунда прошли с 24 сентября по 15 ноября 2007 года, матчи второго раунда прошли с 1 марта по 31 мая 2008 года.
Сборные России, Украины и Беларуси прошли во второй раунд, но остановились в шаге от выхода в финальную часть: белорусы пропустили вперёд англичан, украинцы испанцев, а россияне греков. Сенсационно в финальную часть не прошли сборные Португалии, Франции и Нидерландов, которые пропустили вперёд Венгрию, Италию и Грецию соответственно. В итоге в финальном раунде сыграли:
- Чехия (хозяйка)
- Англия (победитель 1-й группы)
- Венгрия (победитель 2-й группы)
- Болгария (победитель 3-й группы)
- Германия (победитель 4-й группы)
- Греция (победитель 5-й группы)
- Италия (победитель 6-й группы)
- Испания (победитель 7-й группы)

## Стадионы
| Прага              | Прага Пршибрам Пльзень Либерец Яблонец-над-Нисоу Млада-Болеслав | Пршибрам           |
| ------------------ | --------------------------------------------------------------- | ------------------ |
| Виктория Жижков    | Прага Пршибрам Пльзень Либерец Яблонец-над-Нисоу Млада-Болеслав | На Литавце         |
| Вместимость: 5,000 | Прага Пршибрам Пльзень Либерец Яблонец-над-Нисоу Млада-Болеслав | Вместимость: 9,100 |
|                    | Прага Пршибрам Пльзень Либерец Яблонец-над-Нисоу Млада-Болеслав |                    |
| Пльзень            | Прага Пршибрам Пльзень Либерец Яблонец-над-Нисоу Млада-Болеслав | Либерец            |
| Городской стадион  | Прага Пршибрам Пльзень Либерец Яблонец-над-Нисоу Млада-Болеслав | У Нисы             |
| Вместимость: 5,000 | Прага Пршибрам Пльзень Либерец Яблонец-над-Нисоу Млада-Болеслав | Вместимость: 9,900 |
|                    | Прага Пршибрам Пльзень Либерец Яблонец-над-Нисоу Млада-Болеслав |                    |
| Яблонец-над-Нисоу  | Прага Пршибрам Пльзень Либерец Яблонец-над-Нисоу Млада-Болеслав | Млада-Болеслав     |
| Стршельнице        | Прага Пршибрам Пльзень Либерец Яблонец-над-Нисоу Млада-Болеслав | Городской стадион  |
| Вместимость: 6,222 | Прага Пршибрам Пльзень Либерец Яблонец-над-Нисоу Млада-Болеслав | Вместимость: 5,000 |
|                    | Прага Пршибрам Пльзень Либерец Яблонец-над-Нисоу Млада-Болеслав |                    |

## Групповой этап
Жеребьёвка группового этапа чемпионата Европы состоялась 1 июня 2008 года в Праге. В жеребьёвке принимали участие первый вице-председатель Комитета УЕФА по юношескому и любительскому футболу Джим Бойс, а также футболисты сборной Чехии, которым предстояло сыграть на взрослом первенстве Европы в Австрии и Швейцарии — вратарь Петр Чех и нападающий Мартин Фенин. Команды, которые выходили в полуфинал, автоматически попадали в финальную часть молодёжного чемпионата мира, которая должна была пройти в следующем году в Египте.

### Группа A
| Команда  | И | В | Н | П | ГЗ | ГП | РГ | О |
| -------- | - | - | - | - | -- | -- | -- | - |
| Германия | 3 | 3 | 0 | 0 | 7  | 2  | +5 | 9 |
| Венгрия  | 3 | 2 | 0 | 1 | 3  | 2  | +1 | 6 |
| Испания  | 3 | 1 | 0 | 2 | 5  | 3  | +2 | 3 |
| Болгария | 3 | 0 | 0 | 3 | 0  | 8  | −8 | 0 |

| Болгария | 0 – 1  | Венгрия            |
| -------- | ------ | ------------------ |
|          | Report | Кристиан Немет 10′ |

| Германия                                | 2 – 1  | Испания         |
| --------------------------------------- | ------ | --------------- |
| Ричард Сукута-Пасу 7′ · Эмер Топрак 56′ | Report | Жорди Альба 66′ |

| Испания | 0 – 1  | Венгрия         |
| ------- | ------ | --------------- |
|         | Report | Оливер Надь 71′ |

| Германия                                                  | 3 – 0  | Болгария |
| --------------------------------------------------------- | ------ | -------- |
| Деннис Дикмайер 16′ · Савио Нсереко 43′ · Ларс Бендер 56′ | Report |          |

| Венгрия          | 1 – 2  | Германия                               |
| ---------------- | ------ | -------------------------------------- |
| Андраш Симон 74′ | Report | Штефан Райнарц 36′ · Марцель Риссе 76′ |

| Испания                                                   | 4 – 0  | Болгария |
| --------------------------------------------------------- | ------ | -------- |
| Аарон Ньигес 14′ · Эмилио Нсуэ 17′, 52′ · Фран Мерида 64′ | Report |          |

### Группа B
| Команда | И | В | Н | П | ГЗ | ГП | РГ | О |
| ------- | - | - | - | - | -- | -- | -- | - |
| Италия  | 3 | 1 | 2 | 0 | 5  | 4  | +1 | 5 |
| Чехия   | 3 | 1 | 1 | 1 | 5  | 4  | +1 | 4 |
| Англия  | 3 | 1 | 1 | 1 | 3  | 2  | +1 | 4 |
| Греция  | 3 | 0 | 2 | 1 | 1  | 4  | -3 | 2 |

| Чехия                | 2 – 0  | Англия |
| -------------------- | ------ | ------ |
| Томаш Нецид 54′, 58′ | Report |        |

| Греция             | 1 – 1  | Италия                      |
| ------------------ | ------ | --------------------------- |
| Михалис Павлис 23′ | Report | Альберто Палоски 90′ (пен.) |

| Чехия | 0 – 0  | Греция |
| ----- | ------ | ------ |
|       | Report |        |

| Англия | 0 – 0  | Италия |
| ------ | ------ | ------ |
|        | Report |        |

| Италия                                                                       | 4 – 3  | Чехия                                 |
| ---------------------------------------------------------------------------- | ------ | ------------------------------------- |
| Андреа Поли 22′, 79′ · Джакомо Бонавентура 56′ · Альберто Палоски 72′ (пен.) | Report | Томаш Нецид 23′ · Ян Моравек 58′, 86′ |

| Англия                                                    | 3 – 0  | Греция |
| --------------------------------------------------------- | ------ | ------ |
| Бен Ми 48′ · Фредди Сирс 68′ (пен.) · Дэниел Старридж 85′ | Report |        |

## Плей-офф

### Полуфиналы
| Италия                  | 1 – 0  | Венгрия |
| ----------------------- | ------ | ------- |
| Фернандо Форестьери 65′ | Report |         |

| Германия                                    | 2 – 1 (д.в.) | Чехия           |
| ------------------------------------------- | ------------ | --------------- |
| Марсель Риссе 17′ · Ричард Сукута-Пасу 119′ | Report       | Томаш Нецид 24′ |

### Финал
| Германия                                                    | 3 – 1  | Италия                  |
| ----------------------------------------------------------- | ------ | ----------------------- |
| Ларс Бендер 24′ · Ричард Сукута-Пасу 61′ · Тимо Гебхарт 80′ | Report | Сильвано Гарибальди 78′ |

| Чемпионы Европы не старше 19 лет 2009 |
| ------------------------------------- |
| Германия Второй титул                 |

## Чемпионат мира 2009
На чемпионат мира 2009 года вышли не только призёры первенства — Германия, Италия, Чехия и Венгрия, но и сборные Испании и Англии, занявшие третьи места в своих группах.